# Upperlands
Upperlands (Áth an Phortáin in gaelico irlandese) è un villaggio dell'Irlanda del Nord, situato nella contea di Londonderry.